# Meiacanthus atrodorsalis
Meiacanthus atrodorsalis es una especie de pez de la familia Blenniidae en el orden de los Perciformes.

## Morfología
• Los machos pueden llegar alcanzar los 11 cm de longitud total.

## Reproducción
Es ovíparo.

## Hábitat
Es un pez de mar y de clima tropical y asociado a los  arrecifes de coral que vive entre 1-30 m de profundidad.

## Distribución geográfica
Se encuentra desde Bali y las Filipinas hasta Samoa, las Ryukyu., El sur de la Gran Barrera de Coral, Nueva Caledonia y Micronesia.